# Falsa equivalência
Falsa equivalência é uma falácia lógica em que dois argumentos opostos parecem ser logicamente equivalentes quando de fato não são.
Essa falácia é categorizada como uma falácia de inconsistência.

## Características
A falácia da Falsa Equivalência é um caso específico da falácia da Falsa Analogia misturada com a Falácia do Tu Quoqe, uma vez que ela se mostra quando uma comparação é realizada entre dois elementos com objetivo de extrair uma verdade de ambos.
Falsa equivalência é o resultado comum quando uma similaridade anedótica é apontada como igual, mas a reivindicação de equivalência não se sustenta pois a similaridade é baseada na simplificação excessiva ou ignorância de fatos adicionais.
A falácia costuma se apresentar no seguinte formato: "Se A é conjunto de 'c' e 'd', e B é o conjunto de 'd' e 'e', então, já que ambos contém d, A e B são iguais. Não é necessário que 'd' exista em ambos os conjuntos; apenas uma leve semelhança é requerida para que seja possível usar essa falácia. [carece de fontes?]
Os exemplos seguintes são exemplos de falsa equivalência:
"Ambos são macios e fofos. Não existe diferença entre um cão e um gato"
"Todos sangramos vermelho. Não existe diferença de um pro outro"

## Críticas
A falácia de Falsa Equivalência, sendo informal, apela para uma literalidade textual incomum para o formato da discussão. Dentre os exemplos apresentados neste artigo é possível identificar um onde o intuito do argumento é fazer uma analogia. Ao dizer "Todos sangramos vermelho, logo somos iguais" se usa proposições contingentes, mas o intuito é comparar objetos no tocante à característica der ser um humano.
A conexão com a analogia, então, faz com que essa definição de falácia seja inútil. Analisar este tipo de argumento é justamente analisar se os elementos são análogos no escopo do argumento e, caso não sejam, se trata da falácia de Falsa Analogia.